# 拉克蘭河

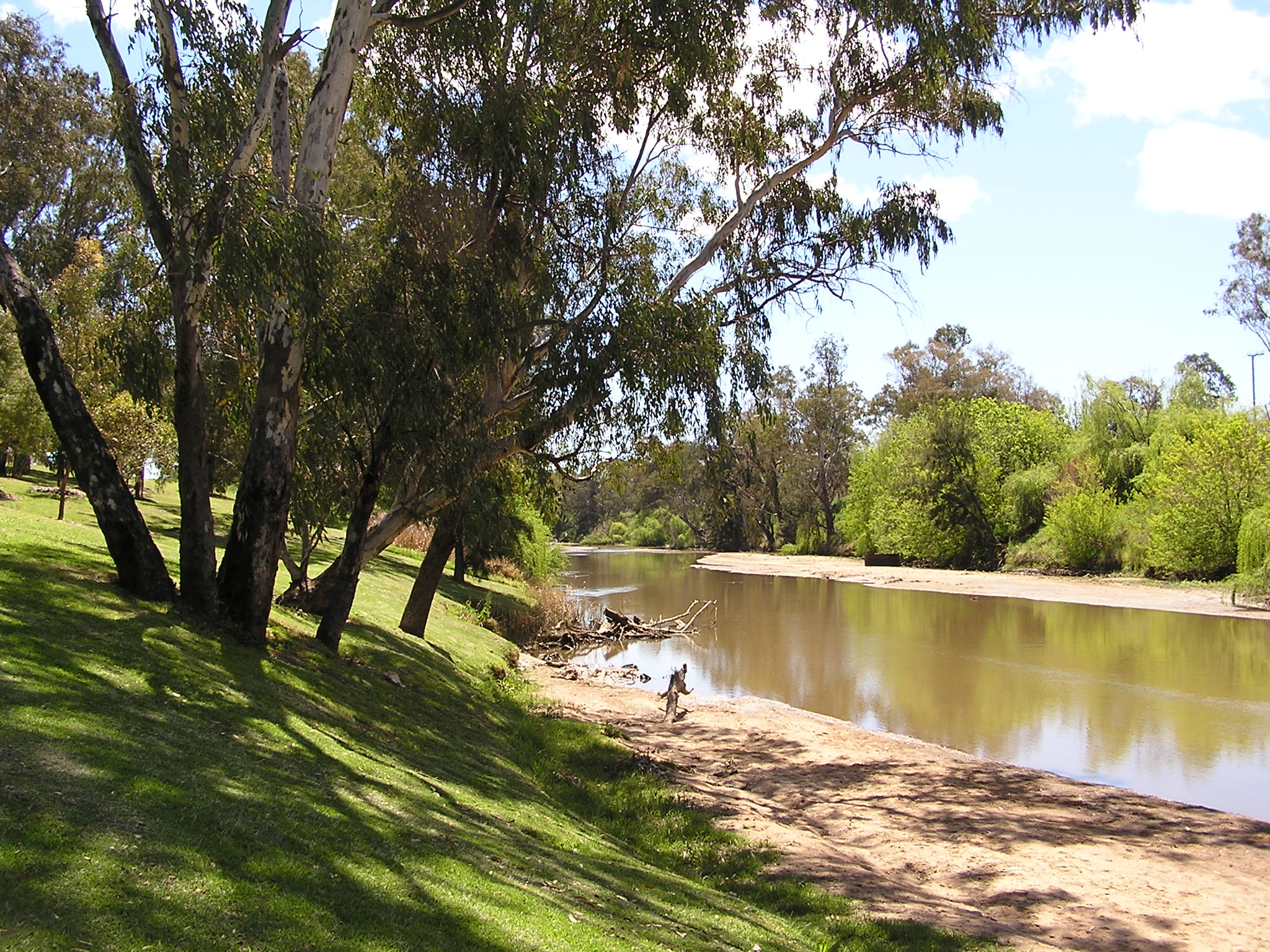

拉克蘭河（Lachlan River）是澳大利亞的一條季節性河流，也是墨累-大令盆地的一部分。拉克蘭河只有在拉克蘭河和馬蘭比吉河都發生洪水時才會和墨累-大令流域連接。

## 外部連結
- (map). Office of Environment and Heritage. Government of New South Wales.   [2024-12-20]. （原始内容存档于2024-11-23）.
- Lachlan Catchment Management Authority website 的存檔，存档日期26 January 2014.
- Trueman, Will.  (PDF). Canberra: Murray–Darling Basin Authority. 2012. ISBN 978-1-921914-98-0. （er_history.pdf 原始内容 请检查|url=值 (帮助) (PDF)存档于25 February 2014）.